# Xylopteryx
Xylopteryx är ett släkte av fjärilar. Xylopteryx ingår i familjen mätare.

## Bildgalleri

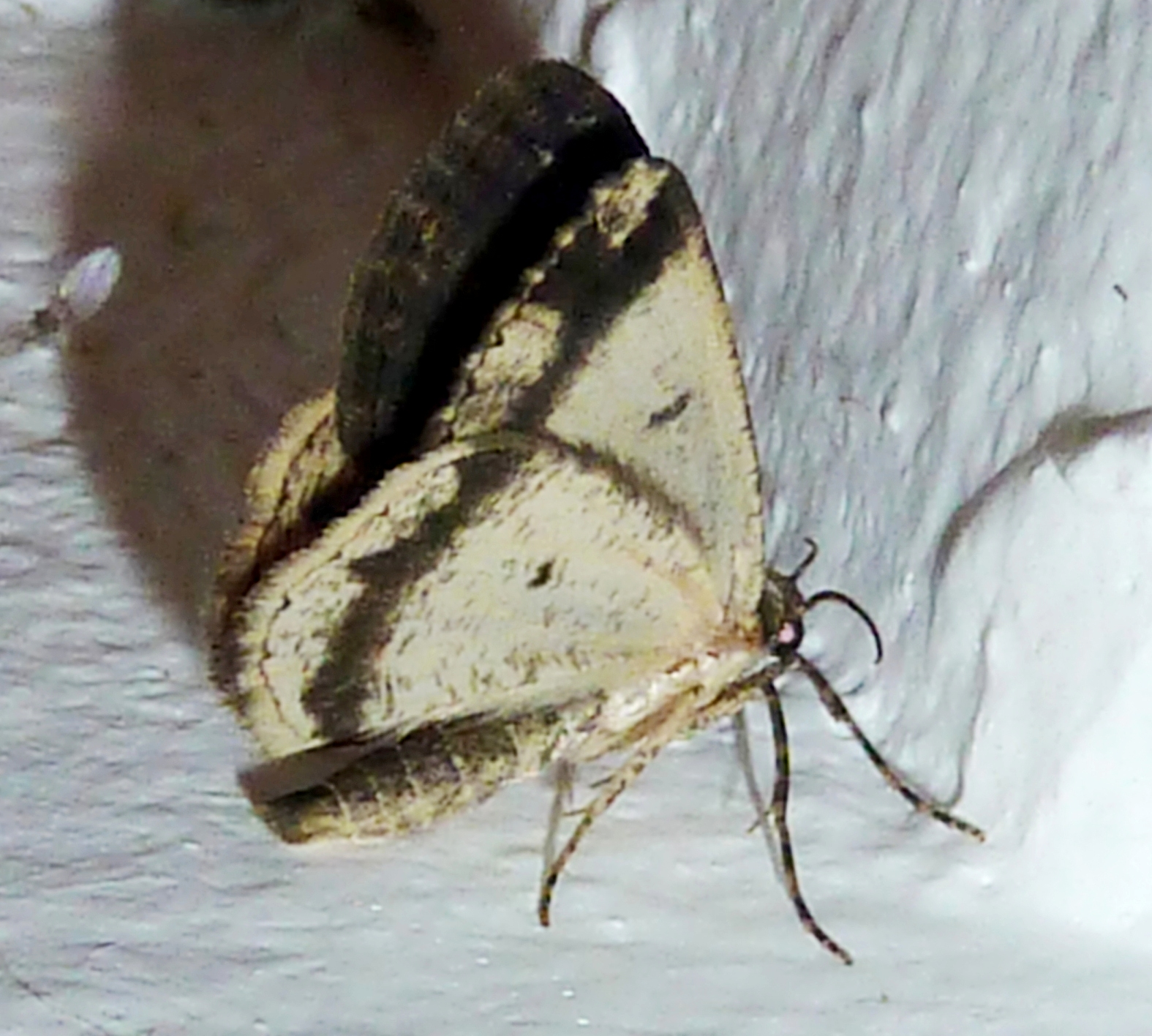

## Dottertaxa tillXylopteryx, i alfabetisk ordning[1]
- Xylopteryx africana
- Xylopteryx albimaculata
- Xylopteryx albimedia
- Xylopteryx amieti
- Xylopteryx anodina
- Xylopteryx antiotriba
- Xylopteryx arcuata
- Xylopteryx aucilla
- Xylopteryx bifida
- Xylopteryx clathrata
- Xylopteryx cowani
- Xylopteryx dargei
- Xylopteryx doto
- Xylopteryx elongata
- Xylopteryx emunctaria
- Xylopteryx figurata
- Xylopteryx gibbosa
- Xylopteryx guichardi
- Xylopteryx interposita
- Xylopteryx laticinctata
- Xylopteryx lemairei
- Xylopteryx leroyae
- Xylopteryx lucidiscata
- Xylopteryx nacaria
- Xylopteryx nebulata
- Xylopteryx nigriverga
- Xylopteryx oneili
- Xylopteryx phaeochyta
- Xylopteryx prasinaria
- Xylopteryx protearia
- Xylopteryx prouti
- Xylopteryx raphaelaria
- Xylopteryx sima
- Xylopteryx sublectata
- Xylopteryx triphaenata
- Xylopteryx turlini
- Xylopteryx versicolor